# 高雄市私立高英高級工商職業學校
私立高英高級工商職業學校，簡稱高英工商。是一所位於高雄市大寮區的私立高級工商職業學校。

## 校史
- 1969年4月12日高英工商職校準予籌設建校。
- 1969年6月7日成立首屆董事會。第一屆招生共設有機工、電工、電子、化驗及商業科等五科。與締盟為姊妹校。
- 1970年 設立高級補校及中級部商科。
- 1974年 日校增設石油化工科。
- 1975年 補校增設石油化工科。
- 1980年 日校增設美工科；日、補校石油化工科停止招生。
- 1981年 補校增設美工科。
- 1987年 日校增設汽車修護科。
- 1988年 日校增設資訊科，補校增設汽車修護科。
- 1989年 補校增設資訊科。
- 1990年 日校增設資料處理科。
- 1991年 補校增設資料處理科。
- 1993年 辦理國中技藝教育班。
- 1997年 經教育部核准成 臺灣省高雄縣大型技藝教育中心，擴大辦理合作式國中技藝班。
- 1998年 配合政府教政策試辦綜合高中。
- 1999年 日校增設餐飲管理科。
- 2000年 日校增設廣告設計科，進修學校增餐飲管理科。
- 2002年 該校榮獲2002學年度全國高中排球甲組聯賽冠軍代表國家參加世界高中排球賽（ISF），榮獲世界第三名。
- 2003年 該校排球隊代表參加世界高中排球賽(ISF)選拔賽冠軍，將代表國家參加世界高中排球賽。
- 2005年 日校增設圖文傳播科、廣告設計科停招。
- 2007年 日校增設美容科，日校圖文傳播科停招、廣告設計科恢復招生。
- 2012年 該校電子科二年級白樹禮同學入選台灣代表隊，代表台灣參加2012年MOS世界盃電腦應用技能競賽世界總決賽，榮獲世界第六名。
- 2012年 該校電子科三年級張家豪同學榮獲教育部第八屆技職之光高中職組最多證照者（52張）。
- 2012年 該校通過「國際安全學校(International Safe School)」認證，為臺灣南部唯一通過的高中職。
- 2013年 通過教育部「優質高職」認證。
- 2014年 教育部校務評鑑榮獲第一等佳績。
- 2015年 通過「國際安全學校」再認證，提供安全、溫馨、和諧、幸福的學習環境。
- 2016年 教育部校務評鑑榮獲第一等佳績。
- 2019年 榮獲教育，部建教合作考核「一等學校」獎
- 2025年3月27日，教育部發之公文，全面停招。

## 歷任校長
- 第一任:陳平山 民國58年~59年
- 第二任:吳萬宗 民國59年~78年
- 第三任:朱景昌 民國78年~88年
- 第四任:陳德松 民國88年~113年
- 第五任:林泰 民國113年~

## 外部連結
- 官方网站